# Saltator strié
Saltator striatipectus
Espèce
Statut de conservation UICN

 LC  : Préoccupation mineure
Répartition géographique
Le Saltator strié (Saltator striatipectus) est une espèce de la famille des Cardinalidae.

## Liste des taxons de rang inférieur
Liste des sous-espèces selon GBIF (15 mai 2021) :
- Saltator striatipectus subsp. flavidicollis P.L.Sclater, 1860
- Saltator striatipectus subsp. furax Bangs & T.E.Penard, 1919
- Saltator striatipectus subsp. immaculatus von Berlepsch & Stolzmann, 1892
- Saltator striatipectus subsp. isthmicus P.L.Sclater, 1861
- Saltator striatipectus subsp. melicus Wetmore, 1952
- Saltator striatipectus subsp. perstriatus Parkes, 1959
- Saltator striatipectus subsp. peruvianus Cory, 1916
- Saltator striatipectus subsp. scotinus Wetmore, 1957
- Saltator striatipectus subsp. speratus Bangs & T.E.Penard, 1919
- Saltator striatipectus subsp. striatipectus

## Systématique
Le nom scientifique complet (avec auteur) de ce taxon est Saltator striatipectus Lafresnaye, 1847.
Ce taxon porte en français le nom vernaculaire ou normalisé suivant : Saltator strié.